# Museo de barcos vikingos de Roskilde

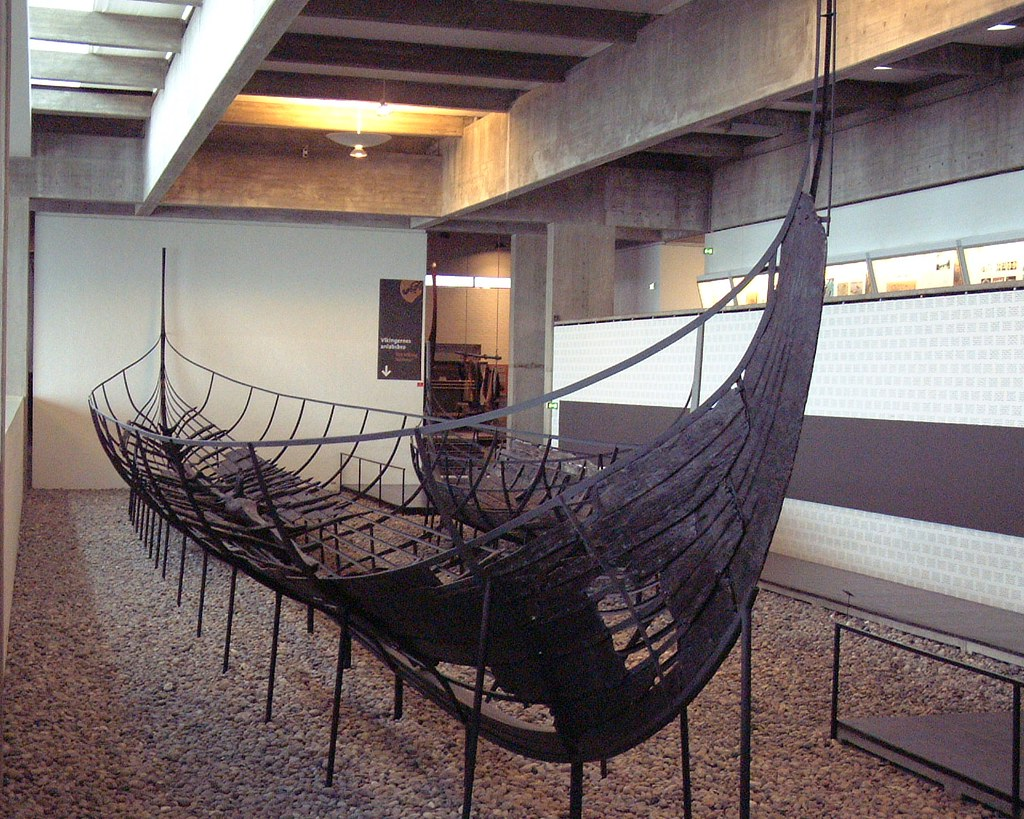
El Skudelev II, en el museo de barcos vikingos de Roskilde.

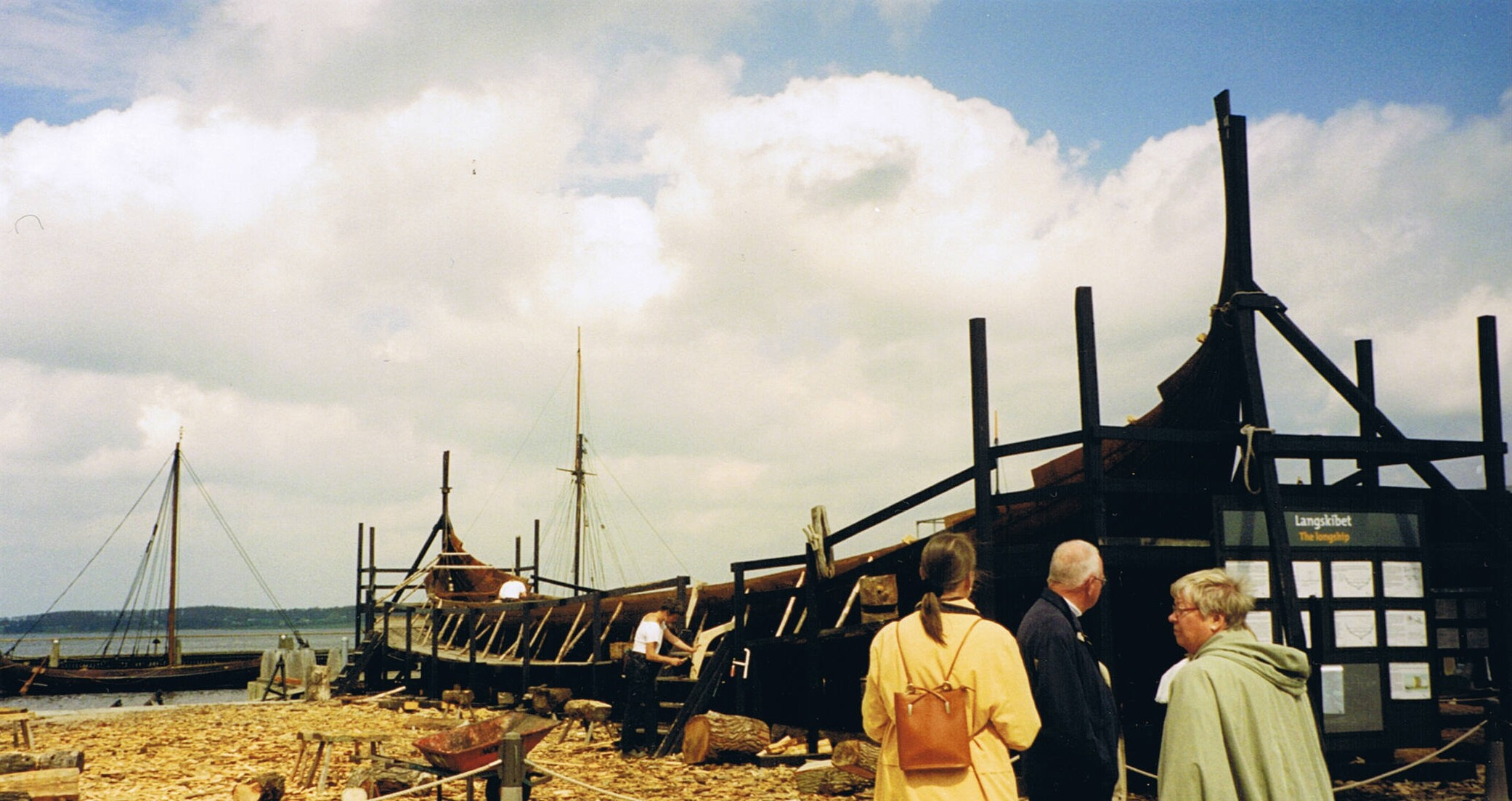
Construcción de una réplica en el museo.

El Museo de barcos vikingos o Vikingeskibsmuseet es un museo situado en Roskilde (Dinamarca), que presenta barcos del tiempo de los Vikingos, encontrados sumergidos en el fiordo de Roskilde.
Los barcos fueron hundidos a propósito, alrededor del año 1000, junto a Skudelev, para que protegieran la ciudad de invasiones enemigas por mar. El objetivo fue cumplido, al haber quedado obstruida la principal zona navegable.
En 1962, fueron realizadas excavaciones que revelaron la existencia de los barcos. Fueron identificados 5 tipos diferentes, usados para expediciones militares y comerciales. 
El museo fue construido en 1969, junto al fiordo, para albergar los 5 barcos encontrados.
Actualmente, en el museo destaca el mayor de los barcos de guerra encontrados, el Skudelev II, así denominado en honra al sitio donde fue encontrado. Fue construido en Dublín, en 1042.
Las instalaciones del museo fueron ampliadas en 1997, disponiendo ahora de una isla y de un puerto, donde es posible visitar una colección de réplicas de barcos nórdicos y vikingos. Es posible observar, también, la construcción de las réplicas, según las técnicas ancestrales de construcción.